# Flávio Cardoso
Flávio Cardoso Santos (Itagimirim, 12 oktober 1980) is een Braziliaans wielrenner die anno 2017 rijdt voor Soul Brasil Pro Cycling Team.

## Overwinningen
2010
2e etappe Ronde van Brazilië
2011
Proloog en 1e etappe Ronde van de Staat São Paulo
3e etappe Ronde van Brazilië
2013
Puntenklassement Ronde van Rio de Janeiro
2014
1e etappe Ronde van Brazilië
2015
3e etappe Ronde van Paraná
2016
 Braziliaans kampioen op de weg, Elite

## Ploegen
- 2010 –  Funvic-Pindamonhangaba
- 2011 –  Funvic-Pindamonhangaba
- 2012 –  Funvic-Pindamonhangaba
- 2013 –  Funvic Brasilinvest-São José dos Campos
- 2014 –  Funvic Brasilinvest-São José dos Campos (tot 6-4)
- 2015 –  Funvic-São José dos Campos
- 2016 –  Funvic Soul Cycles-Carrefour
- 2017 –  Soul Brasil Pro Cycling Team

Aguilar · Arriagada · Cardoso · Fiorilli · Moser · Nardin · Nazaret · Nicácio · Pinheiro · Ramos · Rodrigues · Sidoti · Simón · Soeiro
Aguilar · Arruda · Arseno · Cardoso · Crespo · Fiorilli · Frade · Justo · Médici · Moi · Nascimento · Nazaret · Pinheiro · Santos · Sidoti · Silva
Aguilar · Arseno · Braga · Bulgarelli · Cardoso · Costa · dos Santos · Fiorilli · Junqueira · Moi · Nascimento · Nazaret · Nicácio · Panizo · Pinheiro · Santos · Sidoti · Silva
Braga · Bulgarelli · Cabrera · Cardoso · Chamorro · Costa · Diniz · Fiorilli · Garnero · Junqueira · Manarelli · Nazaret · Nicácio · Panizo · Pereira · Pinheiro · A.Santos · D.Santos · Sidoti
Almeida · Braga · Bulgarelli · Cardoso · Chamorro · Diniz · Fialho · Garnero  · Manarelli · Nazaret · Nicácio · L.Pereira · Pinheiro · Ramos · Ribeiro · Rincón · Sánchez · A.Santos · D.Santos · Tamayo
Affonso · Almeida · Braga · Bulgarelli · Cardoso · Chamorro · Díaz · Diniz · Garnero · Gaspar · Manarelli · Nazaret · Pereira · Pinheiro · Ramos · A.Santos · D.Santos
Affonso · Almeida · Bulgarelli · Cardoso · Chamorro · Diniz · Gaspar · Mahler · Manarelli · Nazaret · Nicácio · Piedra · Pinheiro · Quirino · Ramos · Urtasun · Machado (stagiair) · Mendonça (stagiair) · Rincón (stagiair)
Affonso · Almeida · Cardoso · Chaman · Chamorro · Godoy · Gohr · Machado · Morais · Nazaret · Nicácio · Pinheiro · Pires · Ranghetti · D. Silva · L. Silva · Simón